# Frédéric Chesnais
Pour les articles homonymes, voir Chesnais.
Frédéric Chesnais est un entrepreneur français spécialisé dans la production de jeux vidéo, actuellement président-directeur général de Crypto Blockchain Industries et ancien PDG d'Atari.

## Biographie
Il suit une formation en finances et en droit.
Diplômé de l'Institut d'études politiques de Paris, il commence par exercer la fonction de conseiller financier de 1986 à 1991 puis d'avocat spécialisé dans les fusions et acquisitions de 1991 à 1995. Il travailla pour la banque Lazard sur la période 1995-2000.
Il rejoint le Groupe Atari - alors nommé Infogrames - dès 2001, intégrant le groupe au poste de vice-directeur de l'exploitation et de directeur financier du groupe. Sous la direction de Bruno Bonnell, le Groupe Infogrames est alors le fleuron des entreprises de jeux vidéo en Europe. La société adopte le nom d'Atari - société américaine qu'elle a rachetée - en mai 2003. En juillet 2004, il devient directeur général d'Atari Interactive, charge qu'il occupe jusqu'en juillet 2007. À cette date, il choisit de fonder sa propre société de production, Game Group. Il prend la tête de l'entreprise MicroProse.
Parallèlement, Atari est en difficulté. Le fonds anglo-saxon BlueBay, ayant racheté l'entreprise, décide d'évincer son patron, Bruno Bonnell. Toutefois, il ne parvient pas à maintenir la compagnie et la cède en février 2013 au fonds Ker Ventures, possession de Chesnais. Frédéric Chesnais est soutenu dans cette opération par le fonds américain Alden qui acquiert 3,95 % du capital (même si, par un calcul financier, ses parts peuvent s'élever jusqu'à 44,2 % du capital entrepreneurial). Patron-Directeur général et président du Conseil d'Atari, Frédéric Chesnais doit réduire les effectifs de l'entreprise, divisant par dix le nombre de ses collaborateurs en passant de 200 personnes à moins de 20. Il diminue également son salaire à hauteur de 1 000 euros mensuel. Il ne regrette cependant pas sa décision et affirme qu'« il y avait le challenge de montrer qu’on pouvait faire mieux, mais aussi le potentiel de la marque, qui restait sous exploitée. Il y avait l’opportunité de produits intéressants. »
Le pari semble bien réussi puisque le Groupe Atari enregistre un chiffre d’affaires de 7,6 millions de dollars (soit 5,8 millions d’euros) sur les neuf premiers mois de l’exercice 2014/2015 contre 2,3 millions de dollars (soit 2,05 millions d'euros) enregistrés sur la même période de l’année précédente, soit un chiffre multiplié par plus de trois fois en l'espace d'un an. 
Depuis novembre 2015, il est membre du comité consultatif du département de psychiatrie au Mount Sinai Health System de New York, États-Unis.

## Sources
- Composition du conseil d'administration d'Atari
- Lyon Entreprises